# Kilépési munka

Energiaszintek egy vákuumbeli félvezető határfelülete közelében. E_{vac} a vákuumenergia a felület közelében, E_{F} a Fermi-energia, e kettő különbsége a W kilépési munka

A szilárdtestfizikában kilépési munkának nevezik azt a minimális munkát, amelyet ahhoz kell befektetni, hogy egy szilárdtestbeli elektront vákuumenergiára juttassunk közvetlenül a szilárdtest felületén kívül. Ha a szilárdtest valamilyen elektromos erőtérben van, akkor a kilépési munkához nem tartozik hozzá az az energia, amit ahhoz kellene befektetni, hogy az elektront az erőtérből is eltávolítsuk. Tehát a kilépési munka egyszerű megfogalmazásban az elektronnak a szilárdtestből való kilépéséhez szükséges energiának felel meg.
A kilépési munka szűkebb értelemben véve függ az anyagi minőségtől, de szilárdtestekre vonatkoztatva nem tekinthető tömbi anyagjellemzőnek: befolyásolja, hogy a szilárdtestnek milyen a felülete, például a felületi kristályszerkezete, felületi kristályrelaxációja, illetve található-e rajta egyéb anyagokból álló bevonat, vagy szennyeződés, stb. Szűkebb értelemben csak fémek esetén értelmezik, azonban a kilépési munka koncepciója az elektronikus sávelméletben a félvezetőkre is értelmezhető.
A szilárdtestfizika energiasáv-modelljében a kilépési munka a Fermi-potenciál és a szilárdtest körüli tér potenciálja közötti különbségnek az elemi töltéssel vett szorzataként fejezhető ki.

## Fizikai meghatározása
A jellemzően {\displaystyle W}-vel jelölt kilépési munka az alábbiak szerint határozható meg:
{\displaystyle W=-e\phi -\varepsilon _{F}},
ahol {\displaystyle -e} az elektron töltése, {\displaystyle \phi } a felület közelében érvényes vákuumbeli potenciál, {\displaystyle \varepsilon _{F}} pedig a Fermi-szint energiája, azaz a szilárdtest elektronjainak kémiai potenciálja. Ebből {\displaystyle -e\phi } felel meg az elektron vákuumbeli energiájának a felület közelében. Tehát {\displaystyle W} azt jellemzi, hogy mekkora energiát kell ahhoz befektetni, hogy az elektront a szilárdtest Fermi-energiájáról a szilárdtesten kívülre, a felület közelébe, nyugalmi állapotba juttassuk.
Ha a szilárdtesten vezető elektródát alakítunk ki, melyet {\displaystyle V} feszültség alá helyezünk, a Fermi-szint megváltozik a szilárdtestben. Mivel a {\displaystyle W} kilépési munka ettől a {\displaystyle V} előfeszítéstől nem függ, ezért a fenti összefüggés értelmében a {\displaystyle \phi } potenciál fog megváltozni:
{\displaystyle \phi =V-{\frac {W}{e}}}.
Itt {\textstyle V=-{\frac {\varepsilon _{F}}{e}}} a szilárdtesten mérhető, földpotenciálhoz képesti feszültség.
A felületi elektromos potenciál függése a kilépési munkától azt eredményezi, hogy két különböző kilépési munkájú anyag közötti vákuumtartományban egyensúlyban is feszültségkülönbség alakul ki.

## Elméleti háttere
A kilépési munka általános elméleti meghatározása, vagy magyarázata összetett feladat, ugyanis a szilárdtestek makroszkopikus fizikai jellemzőin és anyagjellemzőkön kívül mikroszkopikus hatások is befolyásolhatják. Pontos modelljéhez a felület közelében többek között felületkémiai és atomfizikai jelenségeket kellene figyelembe venni.
Léteznek azonban viszonylag jól alkalmazható speciális elméletek. Például fémek kilépési munkájának becslésére a jelliummodell (más néven zselémodell) alkalmazható, mely homogén szilárdtestet feltételez, és az elektronsűrűség felületi oszcillációinak, illetve az elektromos állapotsűrűség felületen kívüli lecsengésének figyelembevételén alapul. A modell alapján magyarázható például, hogy a kilépési munka az anyag Wigner-Seitz-sugarának növekedésével csökkenő tendenciát mutat, azonban a jelliummodell nem ad teljes képet, csak durva becslésre alkalmazható. Későbbi elméletekben felmerült további jelenségek figyelembevétele a kilépési munka becslése során, ezek például az elektronok közti kicserélődési kölcsönhatás, egyes kvantumkorrelációs hatások, illetve a kristályrácsbeli effektus anizotrópiája.
Egyes új eredmények rámutattak, hogy adott kristályszerkezetnél egyes fémek kilépési munkájának hőmérsékletfüggése jó közelítéssel modellezhető, mellyel az anyag mechanikai jellemzőinek hőmérsékletfüggésére is lehet következtetni.

## A kilépési munkát befolyásoló jelenségek
Az átfogó és teljes elméleti magyarázat hiánya ellenére a kilépési munka egyes tendenciái megfigyelhetők és bizonyos mértékig megadhatók:
- lazább pakolású ráccsal rendelkező fémek esetén kisebb, szoros pakolásúaknál magasabb az értéke,
- a ritkán pakolt kristálysíkok irányába eső felületek kilépési munkája jellemzően alacsonyabb, mint a szorosan pakolt síkok irányába eső felületeké,
- különbséget tesz a felületi rácsrelaxáció típusa is. stb.

Az alábbiakban sorra veszünk néhány jellemző hatást, melyet a modellekben igyekeznek figyelembe venni.

### Felületi potenciáltér-zavarok
A vizsgált anyagtartomány felületén, ahol a szilárdtest kristályrácsa véget ér, különleges elektrosztatikus konfiguráció alakulhat ki, melynek egy típusa a dipólusként viselkedő felületi kettősréteg. A kettősréteg kialakulását sokféle folyamat okozhatja. Ilyenek például a felülethez elektrosztatikusan kötődő szennyező atomok, illetve a felületről levált elektronok által hátrahagyott gyengén pozitív tértartományok. Fémek esetén jellemző, hogy az elektronok a szilárdtest határfelületén nem ugrásszerű, inkább elnyúlt, enyhén hullámzó potenciálteret érzékelnek. A felület közelében az elektrosztatikus potenciál nem lépcsőszerűen változik, inkább hullámzó, zavaros, és térbeli eloszlása nehezen modellezhető.

### Dópolás hatása, és téreffektus
Félvezetők esetén a dópolás, azaz az anyag célzott szennyezése is hatással lehet a kilépési munkára. Mivel a dópolók felületi koncentrációja függ a felület közelében érvényes elektromos tértől, a tér így közvetve a félvezető kilépési munkájára is hatással van.
Elektromos tér esetén a vezetési sáv alja elhajlik, viszont a dópolók tömbi energiája miatt elképzelhető, hogy a Fermi-energia ehhez képest elmozdul. Azaz különféle dópoló anyagokkal elvileg beállítható lenne, hogy milyen legyen a félvezető anyag kilépési munkájának elektromos tértől való függése. Valójában a felületi állapotok miatt a felületi Fermi-energia beragadhat, ami ezt a hatást jellemzően gyengíti.

## Alkalmazásai

### Termikus emisszió
A termikus emisszión alapuló eszközöknél alapvető jelentősége van, hogy az alkalmazott forrókatódnak milyen a kilépési munkája, ugyanis ez határozza meg, hogy adott teljesítmény mellett mekkora lesz a termikusan kibocsátott elektronok árama. Például a vákuumcsövekben alkalmazott izzószál kialakításakor alkalmazott volfrám igen magas hőmérsékletet elvisel, viszont magas a kilépési munkája (kb. 4,5 eV), ami gátat szab az elektronáramnak. Ezért a volfrámszálat nála alacsonyabb kilépési munkával bíró anyaggal (pl. tóriummal, vagy bárium-oxiddal) vonják be, mellyel az emisszió lényegesen növelhető. E módszerrel lehetőség van a forrókatód működési hőmérsékletének csökkentésére is, mellyel növelhető az eszköz élettartama.

### Sávelhajlás hatásának becslése

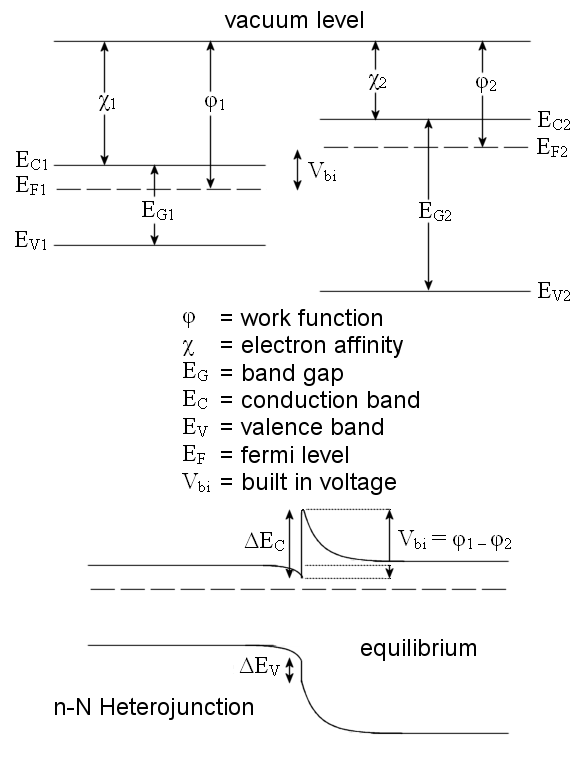
Sávdiagram, mely két félvezető heteroátmenetének felületén a termikus egyensúly beállta előtti (fent) és az egyensúlybeli (lent) kialakuló energiaviszonyokat mutatja

A szilárdtesteszközök (például a félvezetőeszközök) tervezése során fontos szempont, hogy az eszközben az egymáson kialakított anyagi rétegek határfelületein milyen energiaviszonyok jellemzőek. Például fém és félvezető határfelületén a sávelhajlások következtében Schottky-gát alakulhat ki, félvezető átmeneten pedig energiasáv-eltérések lehetnek. A határfelületi energiasáv-elhajlások becslésekor figyelembe kell venni az anyagok kilépési munkáját.

### Vákuumbeli egyensúlyi térerősségek
Különböző szerkezetű határfelületek esetén a kilépési munka még elemi anyag esetén is változó lehet, de ezt a felületi szennyezők és egyéb inhomogenitások is befolyásolhatják. Ennek következményeképpen a vákuumbeli elektrosztatikus potenciál a felület közelében ingadozást mutathat. Egyes kísérletekben (például a Casimir-effektus vizsgálata során, vagy például a Gravity Probe B műholdkísérletben) nem engedhető meg efféle egyenetlenség. Ezen eszközökben például molibdénbevonatot alkalmazhatnak, annak ugyanis kevéssé függ a kilépési munkája a felületi szerkezetétől.

### Kontaktelektromosság
Ha két különböző anyagú, vezető felületet egymáshoz képest elmozdítunk egy térben, melyben elektromos térerősségbeli változások vannak, áram fog indulni. A vezetők felületi töltöttsége ugyanis a térerősség függvénye, melyet viszont a vezető felületek távolsága befolyásol. Az effektus akkor erős, ha a vezető felületek igen közel vannak egymáshoz, de még épp nem érintkeznek (ekkor ugyanis a töltéskülönbségek kiegyenlítődnének). A vezetők eredeti potenciálkülönbségét az okozza, hogy kilépési munkájuk különböző.
A jelenség makroszkopikusan úgy figyelhető meg, hogy ha különböző anyagú vezetőket érintünk össze, áram indul köztük. Bizonyos érzékeny elektronikai eszközökben az ilyen kontaktpotenciál okozta áram kárt okozhat.

## Mérési módszerei
Mivel bizonyos felületi jelenségek igen nagy függést mutatnak a kilépési munkától, viszont ennek elméleti meghatározása összetett és csak közelítésekkel lehetséges, így fontos szerepe van a kilépési munka mérésének. Egyes modellek egyszerű ökölszabályokat tudnak csak adni, míg más modellek a mért adatokra való függvényillesztéssel és egyéb módszerekkel kellően pontos empirikus leírást adhatnak. Nehezíti a vizsgálatot, hogy a kilépési munka az anyagi minőségen kívül függhet a felületi viszonyoktól, rácsirányoktól, szennyezőktől, a felületi rácsrelaxációtól, stb. A legtöbb módszer így a kilépési munka valamilyen szempontból átlagos felületi értékének mérésére alkalmazható.
A kilépési munkától függő jelenségek széles körét alkalmazzák magának a kilépési munkának a mérésére, vannak azonban e módszerek között olyanok, amelyek történeti, vagy gyakorlati jelentőségük miatt kitűnnek. A mennyiség mérési módszereit két nagy csoportba szokás sorolni:
- Az abszolút mérési módszerek kalibráció nélkül teszik lehetővé a kilépési munka mérését.
- A relatív módszerek valamely referencia és a vizsgált anyag kilépésimunka-különbségét képesek meghatározni, így az abszolút érték valamiféle kalibrációval határozható meg, ha erre van lehetőség. Ezen módszerek jellemzően a kontaktpotenciál jelenségén alapulnak,

### Mérése termikus emisszióval
Ha egy fém hőmérsékletét növeljük, elektronjai nagyobb energiaszinteket elérve képesekké válnak arra, hogy a felületen át az anyagot elhagyják. Egy másik, hidegebb, kollektornak nevezett fémmel az elektronok felfoghatók, áramuk mérhető.
Az egységnyi felületen át távozó elektronáram mértékét a Richardson–Dushmann-egyenlet fejezi ki az alábbi módon:
{\displaystyle I_{T}(T)=A_{R}\cdot T^{2}\cdot e^{-{\frac {\phi }{k_{B}T}}}},
ahol {\displaystyle A_{R}} az anyagra és elrendezésre jellemző Richardson-konstans, {\displaystyle T} a hőmérséklet, {\displaystyle k_{B}} pedig a Boltzmann-állandó. Ahhoz, hogy az emittált elektron átjusson a kollektorra, az alábbi energiagátat kell átlépnie:
{\displaystyle E_{g}=W_{emitter}}.
E mérés egy másik változatában a kollektort nem egyszerűen a kibocsátott elektronok összegyűjtésére használják, ha ugyanis negatív előfeszítést alkalmaznak, csak azok az emittált elektronok jutnak el a forró katódról a kollektorra, melyek kilépés után még elegendő energiával rendelkeznek a záróirányú tér leküzdéséhez is. Az energiagát ez esetben a következő:
{\displaystyle E_{g}=W_{kollektor}-e(\Delta V_{ke}-\Delta V_{S})},
ahol {\displaystyle \Delta V_{\rm {ke}}} a kollektor-emitter előfeszítés, {\displaystyle \Delta V_{S}} pedig a forrókatód hőmérséklete miatti Seebeck-feszültség. Ez utóbbit 10 mV-os nagyságrendje miatt gyakran nem veszik figyelembe, és látható, hogy így a küszöbenergia a kollektor kilépési munkájától és az előfeszítéstől függ.
A módszer nagy előnye, hogy nem a mért testet kell magas hőmérsékletre melegíteni, ezért nincsenek olyan magas követelmények a vizsgálható anyagok termikus jellemzőire, például olvadáspontjára, párolgására nézve.

### Mérése téremisszióval
A fémek felületéről az elektronok annak ellenére is leléphetnek, hogy a potenciáltér a fémes tartomány peremén erősen lecsökken: amelynek az oka az alagúteffektus. Nagy térerősség esetén az elektronalagutazás valószínűsége megnövekszik. A téremisszió hatására kialakuló {\displaystyle I_{E}} elektronáram függését az {\displaystyle E} elektromos tértől a Fowler–Nordheim-egyenlet adja meg az alábbiak szerint:
{\displaystyle I_{E}(E)={\frac {\pi e^{2}E^{2}}{2h\phi }}\cdot exp\left(-{\frac {8\pi {\sqrt {2m_{e}}}}{3ehE}}\cdot \phi ^{3/2}\right)},
ahol {\displaystyle h} a Planck-állandó, {\displaystyle m_{e}} a szabad elektron nyugalmi tömege.
Mivel ezen módszerben igen nagy térerősség kialakítására van szükség a mérhető alagútáram eléréséhez, ezért – kihasználva a csúcshatást – hegyes, tűszerű mintákat alkalmaznak.

### Mérése külső fotoeffektussal

A W_{e} kilépési munka mérésére szolgáló, nyitóirányban előfeszített fotodióda emittere és kollektora közötti potenciálviszonyok

Fotoelektromos kilépési munkának nevezzük azt a legkisebb energiát, mellyel egy fotonnak rendelkeznie kell ahhoz, hogy ha szilárdtestbeli elektronon elnyelődik, az elektront az anyagból a felületre, vákuumpotenciálra legyen képes juttatni. Ha a beérkező foton energiája ennél kicsivel nagyobb, fotoelektromos emisszió történik, melyet más néven külső fényelektromos jelenségnek is neveznek.
Ha a kilépési munkát ezen jelenségen alapuló méréssel kívánják meghatározni, akkor a termikus emissziós méréshez hasonlóan az emitter közelébe kollektor elektródát helyeznek a kilépett elektronok felfogására, illetve ezek áramának detektálására. A minimális fotonenergia, ami a szilárdtestből való kilépéshez szükséges, éppen egybeesik az emitter kilépési munkájával:
{\displaystyle \hbar \omega =W_{emitter}},
ahol {\displaystyle \omega } a foton körfrekvenciája, {\displaystyle \hbar } a redukált Planck-állandó, {\displaystyle W_{emitter}} pedig az emitter kilépési munkája.
A mérés geometriai jellemzői nagyban befolyásolhatják a mérési eredményt, így a mérőeszköz kialakításánál körültekintően kell eljárni. Ezen kívül gondot jelenthet, ha az anyag sávszerkezete olyan, hogy az adott feszültség mellett a Fermi-energián nem feltétlenül van betöltött állapot. Ekkor ugyanis a legmagasabb energiájú betöltött állapotban levő elektronnak nem csak a {\displaystyle W_{emitter}}-nek megfelelő energiakülönbséget kell átlépnie, hanem ehhez hozzáadódik állapotának energiája és a Fermi-energia különbsége is. Így például szennyezetlen félvezetőkben a fotoeffektussal emittált elektronok energiája inkább a vákuumszint és a vegyértéksáv különbségét jellemzi, mint a kilépési munkát.
A termikus méréshez hasonlóan a fotoeffektuson alapuló mérést is szokták záróirányú térrel végezni. Ekkor a fentiekhez hasonlóan nem az emitter, hanem a kollektor jellemzői válnak mérhetővé.

### Kelvin-szonda

A vizsgált minta és a Kelvin-szonda közötti potenciálviszonyok a megfelelően megválasztott előfeszítés esetén, amikor a felületek közötti térerősség éppen eltűnik. Ezen beállítások mellett mérhető a felületek kilépésimunka-különbsége

A fémes felületek közötti kontaktpotenciált (azaz a Volta-potenciált) nem mérik feszültségmérővel, ez az eszköz ugyanis az összehasonlított testekben érvényes Fermi-energiát veti össze, annak különbségét jelzi ki. Ha két fémet kontaktusba hoztak, köztük beáll a termikus egyensúly, Fermi-energiájuk azonos szintre áll, tehát a feszültségmérő egyensúlyban nem mutatna potenciálkülönbséget.
A Kelvin-szonda arra szolgál, hogy a vizsgált fémek Fermi-energiája helyett a felületük közelében vákuumban kialakuló valódi térerősség összemérhetők legyenek. Ezért ez az eszköz alkalmazható arra, hogy két fém kilépési munkájának különbségét megmérjük.
A Kelvin-szonda a gyakorlatban egy vizsgált fém felülete és a saját felülete közötti vákuumbeli potenciálkülönbséget méri. A szondára egy {\displaystyle U_{B}} feszültséget kötve a felületek között kialakuló elektromos tér változtatható. Ha {\displaystyle U_{B}}-t úgy választják meg, hogy a Volta-potenciált éppen ellensúlyozva a felületek közötti {\displaystyle \phi } térerősség éppen eltűnjön, akkor a potenciálviszonyokra érvényes lesz az alábbi összefüggés:
{\displaystyle e\Delta U_{\rm {B}}=W_{\rm {minta}}-W_{\rm {szonda}}},
ahol {\displaystyle U_{B}} a beállított előfeszítés, {\displaystyle W_{\rm {minta}}} és {\displaystyle W_{\rm {szonda}}} pedig rendre a minta és a szonda anyagának kilépési munkája. Mivel {\displaystyle U_{B}} értéke ismert, ezért a fenti összefüggésből a szonda anyagának kilépési munkája ismeretében a vizsgált anyagé meghatározható.
Felmerülhet a kérdés, hogy hogyan kell az eltűnő {\displaystyle \phi } térerősséghez az {\displaystyle U_{B}} előfeszítést megválasztani. A gyakorlatban úgy oldják meg a térerősség kinullázását, hogy a felületeket ciklikusan közelítik-távolítják. Ha elektromos tér van a felületek között, akkor ennek hatására a mozgó felületekben áram indukálódik az alábbi összefüggés szerint:
{\displaystyle I=\left({\frac {\Delta \phi }{e}}-U_{B}\right)\cdot {\frac {dC}{dt}}},
ahol {\displaystyle I} az indukált áram, {\displaystyle dC/dt} pedig a kapacitás időbeli változása. A megfelelő {\displaystyle U_{B}} esetén viszont, amikor a tér éppen eltűnik, áram sem indukálódik.
A Kelvin-szonda jellemzően fémek és félvezetők kilépési munkájának mérésére szolgáló egyszerű, kontaktusmentes módszer. Ha szondának keskeny tűben végződő szondát alkalmazunk, a vizsgált anyag felületének kilépésimunka-változásai nagy térbeli felbontással letérképezhetők. Ezen az elven működik a Kelvin-szondás pásztázó mikroszkóp (angol megnevezéssel Kelvin-probe force microscope, KPFM).

## Adattáblázat
Az alábbi táblázat néhány elemi anyag kilépési munkáját adja meg:
| Ag | 4,26 – 4,74 | Al | 4,06 – 4,26 | As | 3,75        |
| Au | 5,10 – 5,47 | B  | ~4,45       | Ba | 2,52 – 2,70 |
| Be | 4,98        | Bi | 4,31        | C  | ~5          |
| Ca | 2,87        | Cd | 4,08        | Ce | 2,9         |
| Co | 5           | Cr | 4,5         | Cs | 1,95        |
| Cu | 4,53 – 5,10 | Eu | 2,5         | Fe | 4,67 – 4,81 |
| Ga | 4,32        | Gd | 2,90        | Hf | 3,90        |
| Hg | 4,475       | In | 4,09        | Ir | 5,00 – 5,67 |
| K  | 2,29        | La | 3,5         | Li | 2,9         |
| Lu | ~3,3        | Mg | 3,66        | Mn | 4,1         |
| Mo | 4,36 – 4,95 | Na | 2,36        | Nb | 3,95 – 4,87 |
| Nd | 3,2         | Ni | 5,04 – 5,35 | Os | 5,93        |
| Pb | 4,25        | Pd | 5,22 – 5,60 | Pt | 5,12 – 5,93 |
| Rb | 2,261       | Re | 4,72        | Rh | 4,98        |
| Ru | 4,71        | Sb | 4,55 – 4,70 | Sc | 3,5         |
| Se | 5,9         | Si | 4,60 – 4,85 | Sm | 2,7         |
| Sn | 4,42        | Sr | ~2,59       | Ta | 4,00 – 4,80 |
| Tb | 3,00        | Te | 4,95        | Th | 3,4         |
| Ti | 4,33        | Tl | ~3,84       | U  | 3,63 – 3,90 |
| V  | 4,3         | W  | 4,32 – 5,22 | Y  | 3,1         |
| Yb | 2,60        | Zn | 3,63 – 4,9  | Zr | 4,05        |

## Fordítás
Ez a szócikk részben vagy egészben  a   Work function című angol Wikipédia-szócikk ezen változatának fordításán alapul.  Az eredeti cikk szerkesztőit annak laptörténete sorolja fel. Ez a jelzés csupán a megfogalmazás eredetét és a szerzői jogokat jelzi, nem szolgál a cikkben szereplő információk forrásmegjelöléseként.

### Szakkönyvek
- Charles Kittel: Bevezetés a szilárdtest-fizikába. Budapest: Műszaki Könyvkiadó. 1981.
- Sólyom Jenő: A modern szilárdtest-fizika alapjai II: Fémek, félvezetők, szupravezetők. Budapest: ELTE Eötvös Kiadó. 2010.  ISBN 9789633120286

### Folyóiratcikkek
- Michaelson, Herbert B. (1977). „The work function of the elements and its periodicity”. J. Appl. Phys. 48, 4729. o. DOI:10.1063/1.323539.
- Zheng, W.T. (2003). „Modulating the work function of carbon by N or O addition and nanotip fabrication”. Solid State Communications 128 (9-10), 381–384. o, Kiadó: Elsevier BV. DOI:10.1016/j.ssc.2003.08.023. ISSN 0038-1098.

### Tananyagok, ismeretterjesztő weblapok
- A fényelektromos hatás | Fizika - 11. évfolyam | Sulinet Tudásbázis. tudasbazis.sulinet.hu. (Hozzáférés: 2017. november 16.)
- A fotoeffektus. egyetemi segédlet. [2018. február 26-i dátummal az eredetiből archiválva]. (Hozzáférés: 2018. február 26.)
- Semiconductor Free Surfaces. academic.brooklyn.cuny.edu. (Hozzáférés: 2017. november 16.)
- Work Function of Metals - CleanEnergyWIKI (angol nyelven). photonicswiki.org. (Hozzáférés: 2018. február 26.)

### Táblázatok
- Elemek kilépési munkája
- Szigetelő polimerek kilépési munkája (2.1. táblázat a könyvben)[halott link]
- Gyakori fémek kilépési munkája
- Egyes fémek kilépési munkája